# 일본군위안부의 배상분쟁 해결 부작위 사건
일본군위안부의 배상분쟁 해결 부작위 사건 (2011.8.30. 2006헌마788 [위헌확인]) 혹은 정부의 위안부 피해 외교적 방치사건은 대한민국 유명 헌법재판소 판례이다. 이 판례에서 한일기본조약 제2조 1항에서 일본정부가 한국에 무상 3억불, 차관2억불을 제공하는 것만으로 한국 국민의 피해까지‘최종적으로 완전히 해결되었다.’고 규정한 것은 동 협정목적에도 위배되는 바, 우리정부가 동 협정 제3조에 따라 외교경로를 통해 일본국에 이의를 제기하지 아니한 것은 국가가 국민의 권리보호에 대한 의무를 이행하지 아니한 부작위로 위헌임을 확인한다. 라는 취지의‘인용판결’을 내렸다.

## 사실관계
일본군‘위안부’ 피해자 109명이 “일본정부에게 법적책임이 있음에도 외교통상부가 한일청구권협정의 해석과 실시에 따른 분쟁을 해결하지 않은 것은 피해자들의 재산권, 인간의 존엄과 가치 및 행복추구권, 외교적 보호권을 침해한 것”이라는 결정을 구하는 헌법소원심판을 청구하였다.

## 참고 문헌
- 사설- 光復 67년 만에 日 戰犯기업 배상책임 물은 대법원 문화일보 2012년 5월 25일
- 이헌진, 한일 기본조약 제2조는 대일 외교의 '아키레스건' 이다 (극일9) 일본 침탈 증거를 두고도 대 일본 벙어리행세 뉴스타운 2011.10.04
- 이환춘, "위안부 문제 해결 않는 국가 부작위는 위헌" 법률신문, 2011-08-30 보관됨 2013-02-03 - 웨이백 머신
- 김철민, 6일 일본군‘위안부’ 문제 헌법재판소 판결 1주년 심포지엄 개최, 수원시민신문 2012/09/03
- 배현수, 행정부작위에 대한 헌법소원에 대하여 - 대한민국과 일본국간의 재산 및 청구권에 대한 문제의 해결과 경제협력에 관한 협정 제3조의 부작위 위헌확인(2006헌마788)의 검토를 중심으로, 아주대학교 법학연구소, 중소기업과 법 제3권 2호 115p ~ 142p. 2012.

## 같이 보기
- 위안부
- 작위의무
- 2015년 한·일 일본군 위안부 협상 타결